# Gibbaeum nuciforme
Gibbaeum nuciforme là một loài thực vật có hoa trong họ Phiên hạnh. Loài này được (Haw.) Glen & H.E.K.Hartmann mô tả khoa học lần đầu tiên vào năm 2002 publ. 2001.